# Požega (Novi Pazar)
Požega (Servisch cyrillisch Пожега) is een plaats in de Servische gemeente Novi Pazar. De plaats telt 523 inwoners (2002).